# Henry Wiencek

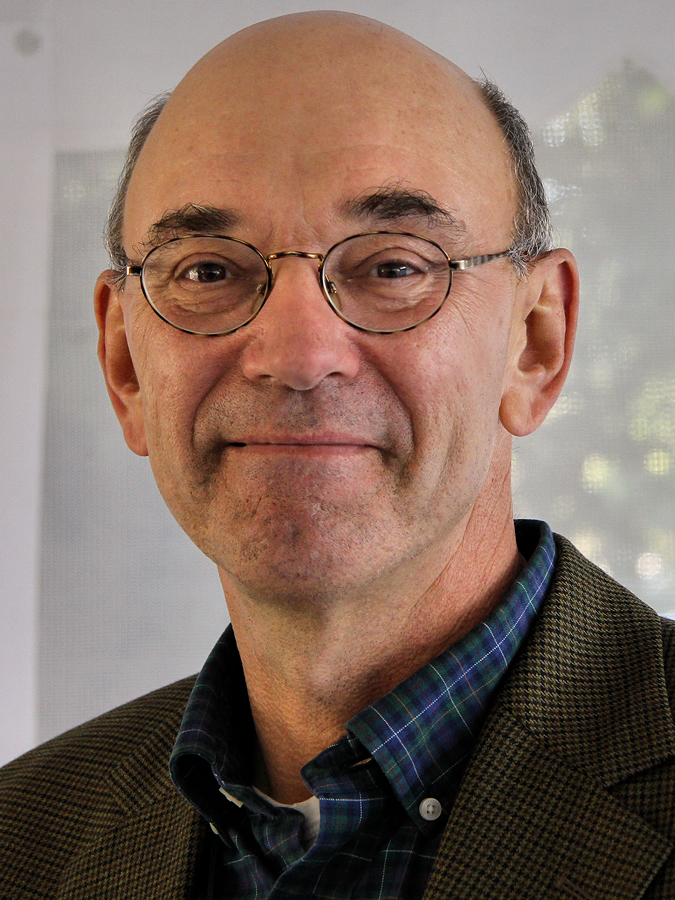
Henry Wiencek, 2012

Henry Wiencek (* 1952) ist ein US-amerikanischer Historiker, dessen Werke sich mit Gebäuden von historischer Bedeutung, Sklaverei in den Vereinigten Staaten und den Gründervätern befassen.

## Leben
Wiencek graduierte 1974 von der Yale University. Seit 2003 ist er Mitglied des Kuratoriums der Library of Virginia. Er schrieb Artikel für American Heritage, American Legacy, Smithsonian Magazine, und den Connoisseur. Von 2008 bis 2009 stellte er den Patrick Henry Fellow der Washington University.

## Werk
Wienceks 1999 veröffentlichtes Buch The Hairstons: An American Family in Black and White gewann den National Book Critics Circle Award. Es behandelt die Familiengeschichte der bedeutenden, sklavenhaltenden und weißen Hairston-Familie, dessen schwarzer Teil, die vom Sklavenmädchen Chrillis abstammt, von besonderer Interesse für Wiencek ist. Peter W. Bardaglio lobt die lebendige Darstellung dieser Familiengeschichte.
Sein 2003 veröffentlichte Werk An Imperfect God: George Washington, His Slaves, and the Creation of America behandelt die Sklavenhaltung von George Washington. Wiencek stellt dessen Entscheidung, seine Sklaven nach seinem Tod freizulassen als Ende einer moralischen Entwicklung dar, die während des Amerikanischen Unabhängigkeitskriegs begann. William M. Calhoun beschreibt das Buch als eine ausgeglichene Darstellung von Washington, die den Kontext der Zeit berücksichtigt. Peter R. Henriques sieht das Buch kritischer; Zwar werden einzelne Fragen wie das Leben einzelner Sklaven besser dargestellt als je zuvor, doch besitzt das Buch mehrere Probleme. Sein Schlusswort ist, dass ein Standardwerk über Washingtons Sklavenhaltung noch zu schreiben ist. Eine Rezension im Virginia Quarterly Review sieht das Buch allerdings positiver; Auch diese bezeichnet das Buch als ausgeglichen.
The Moodys of Galveston and Their Mansion behandelt das Leben einer bedeutenden Familie in Galveston, die dort ihr Unternehmen betrieben. Auch wird ihr Haus beschrieben.
Wienceks 2012 veröffentlichtes Buch Master of the Mountain: Thomas Jefferson and his Slaves behandelt Thomas Jeffersons Beziehung zur Sklaverei. Wiencek sieht dabei einen Rückzug von einer frühen Anti-Sklaverei Position, als Jefferson erkannte, dass Sklaverei profitabel war. Eine Zäsur in Jeffersons Leben sieht Wiencek in dessen Berechnung, dass Sklaven mit Kindern ihm 4 % mehr Geld bieten würden, was Wiencek „4%-Theorem“ nennt. Jefferson wird negativ bewertet, laut Annette Gordon-Reed wird er wie ein Simon Legree dargestellt. Sein Werk war kontrovers: Douglas R. Egerton sieht das Buch als Populärwissenschaftliche Literatur, die fast nichts zur akademischen Diskussion um Jefferson beitragen kann. Eva Sheppard Wolf stimmt ihm zu und fügt hinzu, dass einige Leser ein schlechtes Bild von Jefferson erhalten könnten, obwohl dieser bei weitem nicht der schlimmste Sklavenhalter war. Die größten Wellen schlug eine Rezension von Annette Gordon-Reed, einer der bekanntesten Sally-Hemings-Historiker. Sie verurteilt Wienceks Einschätzung von Jefferson als ein „Monster“, wofür es schlicht wenig Belege gibt. Drei Fehler von Wiencek wurden von Reed als Beispiel ausgesucht: Das „4%-Theorem“, dass sich auf Sklaverei insgesamt bezog und Jefferson selbst wenig impaktierte, angebliche metallische Halsbänder für Sklaven, dessen Beweislage mangelhaft ist, und das Testament von Tadeusz Kościuszko. Kościuszko forderte 1798, dass sein Geld zur Emanzipation von Sklaven genutzt werden sollte, was Jefferson, den Kościuszko zum Vollstrecker ernannte, nicht tat und die Vollstreckung einem Gericht überließ. Dafür wird Jefferson von Wiencek verurteilt. Reed hingegen hebt die Existenz späterer Testamente von Kościuszko hervor, die eine Emanzipation nicht fordern. Falls Jefferson trotzdem eine Emanzipation vollstreckt hätte, könnte er angeklagt werden. Wiencek verteidigte sich im Smithsonian Magazine vor dieser Rezension und einer von Jan Ellen Lewis. Über das Testament von Kościuszko und das „4%-Theorem“ argumentiert er mit Hilfe von Zitaten von Jefferson und seinen Nachfahren; für die metallischen Halsbänder weist er auf sein Buch zurück. Darauf kritisiert er Reed für ihre positivere Darstellung von Jeffersons Sklaverei.

## Auszeichnungen
- National Book Critics Circle Award 1999: The Hairstons: An American Family in Black and White
- Los Angeles Times Book Prize 2003: An Imperfect God: George Washington, His Slaves, and the Creation of America

## Veröffentlichungen (Auswahl)
- The Hairstons: An American Family in Black and White St. Martins Press, New York 1999
- An Imperfect God: George Washington, His Slaves, and the Creation of America Farrar, Straus and Giroux, New York 2003
- The Moodys of Galveston and Their Mansion Texas University Press, 2010, ISBN 9781603441827
- Master of the Mountain: Thomas Jefferson and his Slaves Farrar, Straus and Giroux, New York 2012, ISBN 9780374299569
  - Master of the Mountain: Thomas Jefferson and his Slaves Taschenbuchausgabe. Farrar, Straus and Giroux, New York 2012, ISBN 9780374534028
- Stan and Gus: Art, Ardor, and the Friendship That Built the Gilded Age. Farrar, Straus & Giroux, New York 2025, ISBN 978-0-374-16249-8.